# Mossoró Esporte Clube
O Mossoró Esporte Clube é um clube brasileiro de futebol da cidade de Mossoró, no estado do Rio Grande do Norte. O clube foi fundado em 8 de janeiro de 1995 por Gilberto Ferreira e Lúcio de Azevedo. Suas cores são o azul e o branco.  
O clube disputa a segunda divisão do Campeonato Potiguar. 
Em 2007, o clube fez uma parceria com o Baraúnas, em que o clube tricolor iria ceder jogadores para o Mossoró, visando a ascensão para a elite do Campeonato Potiguar de 2008, a parceria foi bem sucedida, mas o MEC, como é conhecido, não conseguiu o acesso.
Em 2023, o Carcará fez uma belíssima campanha na segunda divisão, conquistando a primeira colocação ao final do campeonato. Porém, após uma denúncia da irregularidade do estatuto do clube, o Mossoró EC foi eliminado e perdeu a vaga na primeira divisão estadual e o título da segundona, que passou para o Baraúnas. 

## Desempenho em competições
Logo após sua fundação, o clube disputou pela única vez a 1ª divisão do Campeonato Potiguar de Futebol em 1996. Nos últimos anos, o Mossoró EC não participou das edições de 2019  e 2020 da segunda divisão do campeonato potiguar. No ano de 2020, sua ausência neste campeonato foi devido à necessidade de priorizar construção do seu campo de treinamento, enquanto que nos anos de 2021 e 2022 o clube voltou a participar do torneio. 

### Campeonato Potiguar - 1ª divisão
| Ano  | Posição |
| 1996 | 9º      |

### Campeonato Potiguar - 2ª divisão
| Ano  | Posição      |
| 2007 | 4º           |
| 2015 | 4º           |
| 2017 | 4º           |
| 2018 | 5º           |
| 2019 | Não Disputou |
| 2020 | Não Disputou |
| 2021 | 5º           |
| 2022 | 4º           |
| 2023 | Eliminado    |